# Kapelle (Kiensee)

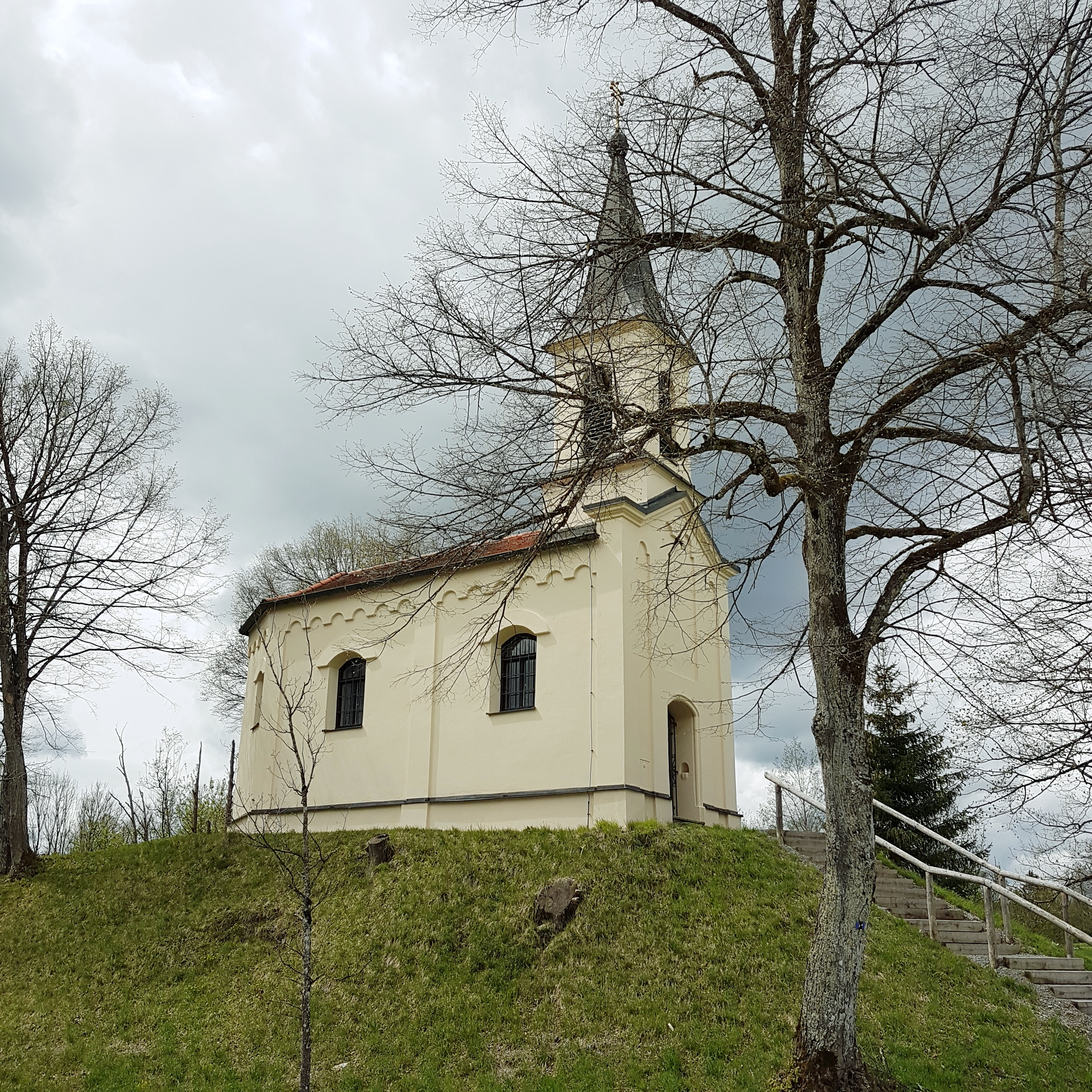
Kapelle in Kiensee

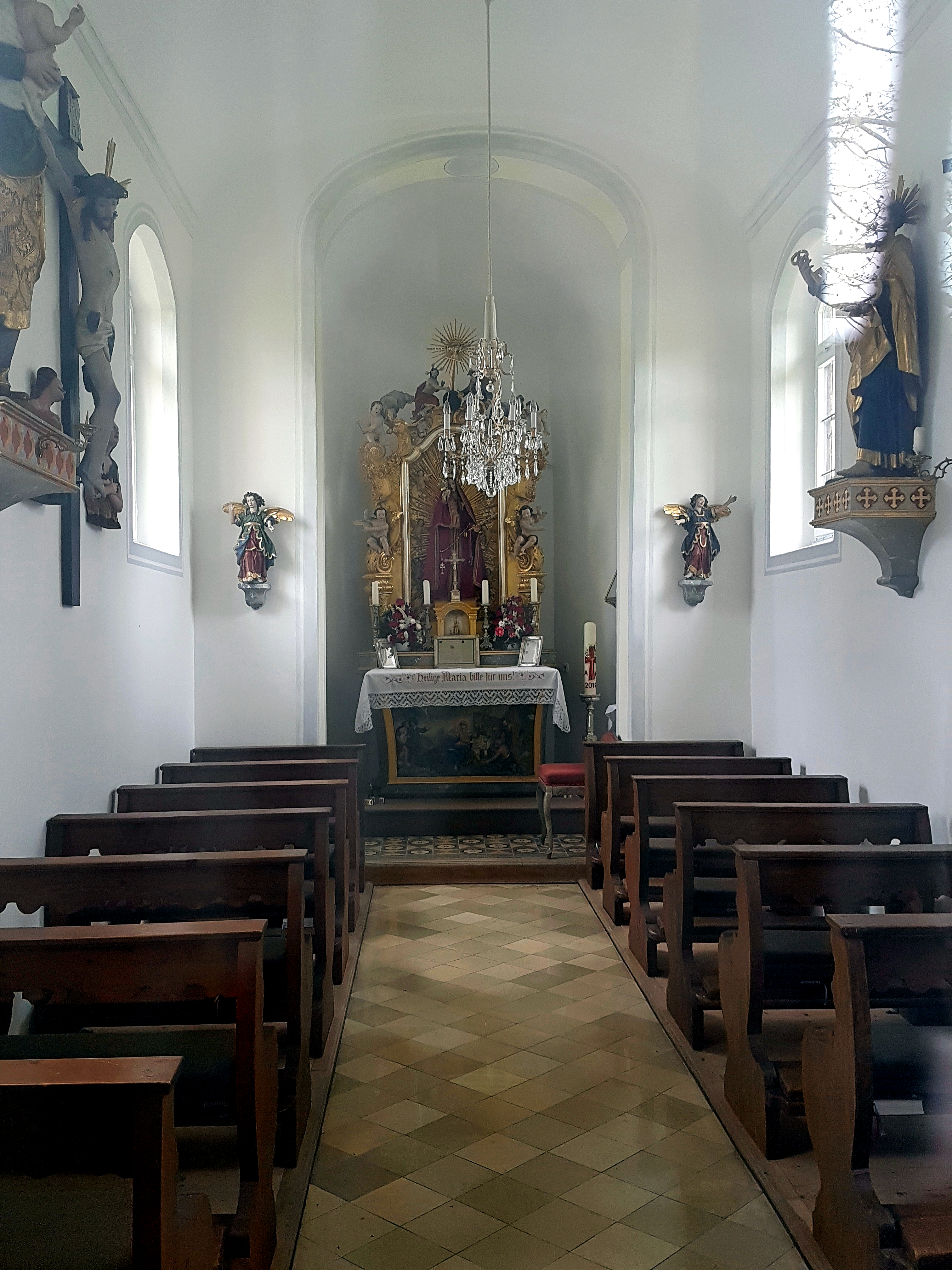
Innenansicht mit Altar

Die katholische Kapelle in Kiensee, einem Ortsteil der Gemeinde Bad Heilbrunn im oberbayerischen Landkreis Bad Tölz-Wolfratshausen, wurde 1878 errichtet und 1882 um das Doppelte nach Südwesten erweitert. Die neuromanische Kapelle auf einem Hügel nördlich außerhalb des Ortes ist ein geschütztes Baudenkmal.
Der Flachsatteldachbau mit eingezogenem Chor wird durch Lisenen und Rundbogenfriese gegliedert. Über dem Nordostgiebel sitzt  ein großer Dachreiter mit geknicktem Spitzhelm. Das einschiffige Langhaus wird von einer Flachtonne gedeckt. Der dreiseitig geschlossene Chor hat ein Kappengewölbe.

## Ausstattung
Von der Ausstattung sind erwähnenswert: Deckenbild Mariä Himmelfahrt von J. Steiner aus dem Jahr 1892, der Altar mit Figuren des 18. Jahrhunderts und das Antependiumsrelief mit der Anbetung der Hirten.